# Гагарінське ТВ
Гагарінське ТВ (рос. ГАГАРИНСКОЕ ЛО, Гагаринский ИТЛ, Гагарлаг) — табірне відділення системи виправно-трудових установ ГУЛАГ.
Організоване 14.05.53 (перейменовано з ВТТ «ЕО»);

Реорганізоване: 26.07.54 з ТВ у ВТТ ;

між 03.02.55 і 01.08.55 — з ВТТ в ТВ (назва при реорганізації не змінювалася)

закрите 01.12.55.

## Підпорядкування і дислокація
- ГУЛАГ МЮ з 14.05.53;
- ГУЛАГ МВС з 28.01.54,
- Главпромстрой з 03.02.55;
- ГУЛАГ МВС не пізніше 01.08.55.

Дислокація: Крим, м.Сімферополь (вантажі доставлялися на ст. Айвазовська).

## Виконувані роботи
- буд-во «рудника» ,
- обслуговування Буд-ва 712 Головпромбуду (центральна база зберігання ядерної зброї)

## Чисельність з/к
- 01.06.53 — 1837,
- 01.01.54 — 1008,
- 01.01.55 — 313,
- 01.01.56 — 177

## Начальники
- лейт. в/с Тюпин А. А., не пізніше 09.06.53 — по 08.04.54;
- п/п Мухін В. Г., з 08.04.54 по 17.07.54;
- полк. в/с Боєчин О. Ф., з 17.07.54 — не раніше 28.12.54;
- заступник нач. — лейт. в/с Тюпин А. А., з 08.04.54 — ? (згад. 26.07.54)